# Enrique de Braisne
Enrique de Braisne, Enrique de Braine o Enrique de Dreux (en francés, Henri de Braisne o Henri de Dreux) (n. 1193-f. 1240) fue arzobispo de Reims entre 1227 y 1240. Era hijo de Roberto II de Dreux, conde de Dreux y Braine.
Fue el impulsor de las obras de la catedral de Reims, en Francia, las cuales se iniciaron en 1211. Bajo su mandato, su prepotencia era enorme, y su rivalidad con la ciudad vecina de Amiens le llevó a contratar a los arquitectos del pórtico de la catedral de ésta para que se superasen en la de Reims. Su vanidad era tal, que se mandó retratar en una vidriera.